# Amédée Guy
Amédée Guy, né le 20 mars 1882 à Bonneville (Haute-Savoie) et mort le 16 novembre 1957 à Thonon-les-Bains (même département), est un médecin, homme politique socialiste et résistant français.

## Biographie

### Origines
Amédée Guy naît le 20 mars 1882 à Bonneville, chef-lieu de sous-préfecture de la Haute-Savoie,, au sein d'une famille aisée et de notable. Son père, Jules Guy, était professeur de dessin et architecte de profession, maire et conseiller général, (républicain) de Bonneville. Il est le petit-cousin de Lucien Guy.
Il fait ses études secondaires dans sa ville natale, et ses études supérieures (médecine et biologie) à Paris. Docteur en médecine, Amédée Guy s'intéresse aux maladies qui frappent les couches populaires : il travaille d'abord sur l'hygiène des nourrissons et des enfants abandonnés, puis sur la tuberculose. Parallèlement, il poursuit sa carrière d'enseignement. D'abord chargé de cours à la faculté de médecine de Paris, il est détaché en Espagne, à Saint-Jacques-de-Compostelle, à la fin des années 1920 et au début des années 1930, puis retourne à France, cette fois à l'Institut du cancer de Villejuif, où il est chef du service de séro-bactériologie.

### Engagement politique
La tradition républicaine de sa famille et la misère qu'il voit en exerçant son métier le conduisent au socialisme. Il lit Karl Marx et des auteurs marxistes. Après l'unification de 1905, il adhère à la Section française de l'Internationale ouvrière (SFIO). Pendant la Première Guerre mondiale, il est médecin-major d'infanterie, puis responsable de la détection et de l'analyse des gaz asphyxiants. Décoré de la Légion d'honneur pour son attitude au front et de la Croix de guerre, il est en 1918 plus convaincu que jamais de la nécessité du socialisme.
Se situant résolument à l'aile gauche de la SFIO, il ne rejoint pas le Parti communiste après le congrès de Tours, mais plaide pour un rapprochement entre les deux mouvements ouvriers. En 1937, il fait partie de la mission qui part en Allemagne pour recueillir des renseignements sur le sort d'un militant communiste incarcéré par le régime nazi.
En 1932, sollicité par la fédération de Haute-Savoie, il est candidat aux élections législatives dans l'arrondissement de Bonneville. Battu, il obtient cependant 4 874 voix, alors que le candidat SFIO de 1928 n'avait rassemblé que 684 suffrages. En novembre, il est élu conseiller municipal lors d'une élection partielle. Il échoue à devenir maire lors des élections générales de 1935, mais conserve son siège au conseil municipal.
Lors des élections législatives de 1936, il est élu député. À la Chambre, il appartient à la commission de la Santé publique. Il est aussi rapporteur du budget de la santé.
En 1938, il se range parmi les partisans de la fermeté face à Hitler et participe au groupe socialiste Agir, avec, notamment, Pierre Brossolette, Léo Lagrange, Daniel Mayer, Georges Monnet, Jean Pierre-Bloch et Pierre Viénot.
Le 10 juillet 1940, il vote contre les pleins pouvoirs à Philippe Pétain,.
Peu après, le régime de Vichy l'assigne à résidence, à Thônes, puis à Cruseilles,. Il est considéré comme « l’un des premiers résistants de la Haute-Savoie face aux Nazis ». Après l'invasion de la zone libre, en novembre 1942, il est prévenu par des policiers résistants que son arrestation est imminente. Il tente de partir pour la Suisse, mais la police italienne l'arrête avant la frontière (la Haute-Savoie est occupée par l'Italie). Il est incarcéré à la forteresse d'Imperia, puis dans le camp d'Embrun. En juillet 1943, la chute du régime fasciste le libère, mais les troupes allemandes entrent peu après en Italie. La résistance italienne lui permet de gagner enfin la Suisse. Amédée Guy réside alors à Genève jusqu'à la libération de la Haute-Savoie. Il rejoint alors son département natal, et appartient au comité départemental de Libération.
Réélu député en 1945, il est battu aux élections législatives de 1946, il est élu au Conseil de la République par l'Assemblée nationale. Il y préside la commission de la Santé publique.
En 1948, âgé de soixante-six ans et opposé à la politique de Troisième Force, Amédée Guy se retire de la vie politique. Il participe à l'Association des déportés et internés résistants et patriotes de Haute-Savoie, et devient délégué cantonal de l'école de Lully. Il termine sa carrière médicale en tenant un cabinet de médecine biologique à Thonon, où il meurt, le 16 novembre 1957.